# ATP Challenger Dallas
Das ATP Challenger Dallas (offizieller Name: RBC Tennis Championships of Dallas) war ein zwischen 1998 und 2020 jährlich stattfindendes Tennisturnier in Dallas. Es war Teil der ATP Challenger Tour und wurde in der Halle auf Hartplatz ausgetragen. Im Einzel konnte der Lokalmatador Ryan Sweeting das Turnier zweimal, im Doppel Rajeev Ram das Turnier sogar dreimal für sich entscheiden. Letzterer gewann mit jeweils unterschiedlichen Partnern in den Jahren 2006, 2009 und 2011.

## Liste der Sieger

### Einzel
| Jahr | Sieger               | Finalgegner        | Ergebnis          |                   |
| ---- | -------------------- | ------------------ | ----------------- | ----------------- |
| 2020 | Jurij Rodionov       | Denis Kudla        | 7:5, 7:610        |                   |
| 2019 | Mitchell Krueger     | Mackenzie McDonald | 4:6, 7:63, 6:1    |                   |
| 2018 | Kei Nishikori        | Mackenzie McDonald | 6:1, 6:4          |                   |
| 2017 | Ryan Harrison        | Taylor Fritz       | 6:3, 6:3          |                   |
| 2016 | Kyle Edmund          | Daniel Evans       | 6:3, 6:2          |                   |
| 2015 | Tim Smyczek          | Rajeev Ram         | 6:2, 4:1 aufgg.   |                   |
| 2014 | Steve Johnson        | Malek Jaziri       | 6:4, 6:4          |                   |
| 2013 | Rhyne Williams       | Robby Ginepri      | 7:5, 6:3          |                   |
| 2012 | Jesse Levine         | Steve Darcis       | 6:4, 6:4          |                   |
| 2011 | Alex Bogomolow       | Rainer Schüttler   | 7:65, 6:3         |                   |
| 2010 | Ryan Sweeting (2)    | Carsten Ball       | 6:4, 6:2          |                   |
| 2009 | Ryan Sweeting (1)    | Brendan Evans      | 6:4, 6:3          |                   |
| 2008 | Amer Delić           | Stéphane Bohli     | 6:4, 7:5          |                   |
| 2007 | Robert Kendrick      | Benedikt Dorsch    | 6:3, 6:4          |                   |
| 2006 | Kevin Kim            | Robert Kendrick    | 1:6, 6:4, 6:1     |                   |
| 2005 | Michael Ryderstedt   | André Sá           | 6:72, 7:65, 6:2   |                   |
| 2004 | Sébastien de Chaunac | Amer Delić         | 6:4, 7:63         |                   |
| 2003 | Simon Greul          | Justin Gimelstob   | 6:3, 7:65         |                   |
| 2002 | Jeff Morrison        | Martin Verkerk     | 6:4, 6:4          |                   |
| 2001 | Dmitri Tursunow      | Justin Bower       | 6:2, 6:4          |                   |
| 2000 | nicht ausgetragen    | nicht ausgetragen  | nicht ausgetragen | nicht ausgetragen |
| 1999 | André Sá             | Jimy Szymanski     | 7:5, 4:6, 6:4     |                   |
| 1998 | Daniel Nestor        | Cristiano Caratti  | 6:1, 6:2          |                   |

### Doppel
| Jahr | Sieger                                    | Finalgegner                                   | Ergebnis           |
| ---- | ----------------------------------------- | --------------------------------------------- | ------------------ |
| 2020 | Dennis Novikov (2) Gonçalo Oliveira       | Luis David Martínez Miguel Ángel Reyes Varela | 6:3, 6:4           |
| 2019 | Marcos Giron Dennis Novikov (1)           | Ante Pavić Ruan Roelofse                      | 6:4, 7:63          |
| 2018 | Jeevan Nedunchezhiyan Christopher Rungkat | Leander Paes Joe Salisbury                    | 6:4, 3:6, [10:7]   |
| 2017 | David O’Hare Joe Salisbury                | Jeevan Nedunchezhiyan Christopher Rungkat     | 6:76, 6:3, [11:9]  |
| 2016 | Nicolas Meister Eric Quigley              | Sekou Bangoura Dean O’Brien                   | 6:1, 6:1           |
| 2015 | Denys Moltschanow Andrei Rubljow          | Hans Hach Verdugo Luis Patiño                 | 6:4, 7:65          |
| 2014 | Sam Groth Chris Guccione                  | Ryan Harrison Mark Knowles                    | 6:4, 6:2           |
| 2013 | Alex Kuznetsov Mischa Zverev              | Tennys Sandgren Rhyne Williams                | 6:4, 6:74, [10:5]  |
| 2012 | Chris Eaton Dominic Inglot                | Nicholas Monroe Jack Sock                     | 6:76, 6:4, [19:17] |
| 2011 | Scott Lipsky (2) Rajeev Ram (3)           | Dustin Brown Björn Phau                       | 7:63, 6:4          |
| 2010 | Scott Lipsky (1) David Martin             | Vasek Pospisil Adil Shamasdin                 | 7:67, 6:3          |
| 2009 | Prakash Amritraj Rajeev Ram (2)           | Patrick Briaud Jason Marshall                 | 6:3, 4:6, [10:8]   |
| 2008 | Benedikt Dorsch Björn Phau                | Scott Lipsky David Martin                     | 6:4, 6:4           |
| 2007 | Eric Butorac Jamie Murray                 | Rajeev Ram Bobby Reynolds                     | 6:4, 6:74, [10:7]  |
| 2006 | Rajeev Ram (1) Bobby Reynolds             | Mirko Pehar Dušan Vemić                       | 6:3, 6:4           |
| 2005 | Rik De Voest Giovanni Lapentti            | Ramón Delgado André Sá                        | 6:4, 6:4           |
| 2004 | Jordan Kerr Todd Perry                    | Rik De Voest Eric Taino                       | 7:5, 6:3           |
| 2003 | Justin Gimelstob Scott Humphries          | Martín Alberto García Graydon Oliver          | 7:67, 7:64         |
| 2002 | Giorgio Galimberti Frédéric Niemeyer      | Huntley Montgomery Brian Vahaly               | 7:61, 6:4          |
| 2001 | Gavin Sontag Jerry Turek                  | Dušan Vemić Lovro Zovko                       | 3:6, 7:5, 7:5      |
| 2000 | nicht ausgetragen                         | nicht ausgetragen                             | nicht ausgetragen  |
| 1999 | Paul Kilderry Grant Silcock               | Mitch Sprengelmeyer Jason Weir-Smith          | 4:6, 6:3, 6:1      |
| 1998 | Jared Palmer Jonathan Stark               | Michael Hill Scott Humphries                  | 6:3, 6:4           |